# El Culebrón, Periódico político satírico
El Culebrón va ser un diari polític satíric editat a la ciutat de Barcelona i publicat a tot Espanya l’any 1869. La seva vida va tenir una durada efímera, ja que només es van arribar a publicar dos números a principis del febrer d’aquest any. Tot i haver nascut a Barcelona, les dues publicacions que va fer el diari eren en llengua castellana. Se’n poden trobar exemplars a la Biblioteca de Catalunya.

## Context històric
El Culebrón fou publicat durant el Govern Provisional de 1868-1871, que constitueix el primer període del Sexenni Democràtic. Després del triomf de la Revolució de 1868, anomenada també “La Gloriosa”, la qual va posar fi al regnat d'Isabel II i al govern de Narváez, el govern provisional espanyol del general Serrano va convocar eleccions a Corts Constituents mitjançant sufragi universal masculí, del 15 al 18 de gener de 1869. Cal destacar l’important paper que van tenir els diaris i revistes de l’època en la propaganda política i la mobilització de l’opinió pública per la campanya electoral. El general Prim va liderar una coalició monàrquica-democràtica formada pel Partit Progressista, Unió Liberal i els demòcrates monàrquics “cimbris”, que va aconseguir la victòria a les eleccions amb 236 diputats al govern. El general Serrano es va convertir en nou president del Poder Executiu, el “cimbri” Nicolás María Rivero va ser elegit president del Congrés dels Diputats, i el general Prim va esdevenir el cap de govern, fins que va ser assassinat el 27 de desembre de 1870. Abans de morir, el general Prim va aconseguir l’aprovació de la Constitució de 1869 i el nou regnat a Espanya d'Amadeu I.
Era molt típica en aquella època l'elaboració de diaris, setmanaris i revistes amb contingut satíric i polític. La premsa humorística en castellà va aparèixer a Catalunya a finals del segle xviii. La primera publicació amb contingut humorístic en català no es va fer fins al 1841, quan amb la Renaixença va aparèixer Lo Pare Arcàngel, el qual només va publicar tres números aquell any.

## Naixement
El Culebrón neix a Barcelona el 2 de febrer de 1869 i a la portada es descriu a si mateix com a “Periódico político satírico”. Es tracta d’un diari català escrit en llengua castellana, i se situa dins l’humorisme castellà. Només se’n fan dues publicacions el mateix febrer. El Culebrón és una publicació política de caràcter satíric. L’aparició d’aquest diari s'emmarca dins una eclosió de la premsa satírica espanyola en aquest període, la qual va fomentar la lluita per la llibertat i l’aparició d’aquest tipus de premsa, la congruència de diaris satírics. Això va ser gràcies a un decret llei del Govern provisional escrit el 1869, que establia que “tots els ciutadans tenen dret a emetre lliurement els seus pensaments per mitjà de la impremta sense subjecció a censura ni a ningun altre requisit previ”. Aquest decret i la gran participació d’artistes i escriptors van propiciar una important difusió de la premsa humorística arreu del país i a tots els sectors de la societat. A través d’aquest tipus de publicacions satíriques de tall polític es feien crítiques al món polític espanyol.
Es desconeix qui funda el diari i els seus col·laboradors. Durant el temps que va viure el diari aquests es van mantenir en l’anonimat. El director utilitzava el pseudònim “El... Culebrón”, i tant aquest com els artistes que elaboraven el diari signaven amb un dibuix semblant a una serp, en lloc d’escriure els seus noms.
El diari El Culebrón s'identifica amb una serp, tal com indica el seu nom i el logotip de la publicació. Les lletres que conformen el nom d’aquest estan formades per serps. El Culebrón és un ésser mitològic de la cultura xilena y d’algunes regions argentines. Es tracta d’una gran i salvatge serp que ataca a tot aquell amb qui es troba al seu pas. A sobre el nom del diari hi ha una gran serp atacant un conjunt de persones. Això ja diu cap on aniran dirigides les crítiques que farà el diari. Les persones atacades són representants de les classes dominants de la societat espanyola de l’època: un policia, un capellà, un polític, un bisbe, un banquer, un militar i un sacerdot. El logotip indica per tant quins són els seus objectius: criticar, fustigar i castigar les classes dirigents del país.
A l'editorial fundacional El Culebrón fa una declaració d’intencions. Explica que la figura de la culebra és l’instrument necessari per a criticar la família política, un “GOLPE terrible al santonismo que aun predomina”. Diu també que a la premsa catalana li feia falta un “auxiliar de mucha escama, de agudo diente y bulto escurridizo”. Aquesta manera de fer periodisme que té El Culebrón no existia abans, la premsa periòdica catalana no disposava d’un instrument tan agut i astut com aquest, i el diari diu irònicament: “El Culebrón, que acaricia el mal gusto de llenar este vacío”. El diari explica també que aquest rèptil no es casa amb ningú, perquè critica a tots, el seu objectiu és “atisbar el incalculable número de séres, que pueden y deben ser objeto de su presa, para la felicidad de la crédula y estúpida familia politicastra”. Finalment diu que El Culebrón és qui ha de posar ordre y “colocar las personas y cosas en su verdadero punto”, al seu lloc. Aquesta és la finalitat del diari.
El preu del diari variava segons si es comprava a Barcelona o a una altra província. A Barcelona un sol número costava 1 ral espanyol, i cinc números en costaven 4. A la resta de les províncies catalanes un número costava 1 ral i mig, i cinc números remesos per correu en costaven 5.

## Història i final del diari
El diari El Culebrón va tenir una vida efímera i només va arribar a fer dues publicacions, els dies 2 i 3 de febrer de l’any 1869. Tot i que la premsa catalana i la sàtira política han estat perseguides per la censura al llarg de la història, la legislació de la Constitució de 1869, elaborada pel Govern provisional, va afavorir la llibertat d’expressió i de crítica en aquella època, i El Culebrón per tant, no va patir cap mena de suspensió ni censura. És difícil explicar l’orientació ideològica i les propostes d’un diari que només va arribar a publicar dues entregues. Es conserven només algunes pàgines de les dues publicacions en format digital, i la Biblioteca de Catalunya consta d’algun exemplar del diari. Pel que fa al director i col·laboradors, es desconeixen les seves personalitats, ja que tots els qui elaboraven el diari signaven amb pseudònims, és a dir, es van mantenir en l’anonimat. Són desconegudes també les causes que van provocar la fi d’El Culebrón, però després de dues entregues el diari no va tornar a ser publicat.

## Contingut
El diari El Culebrón contenia diferents tipologies d'humor, ironia i sàtira, en forma de textos, poesies, acudits, dibuixos elaborats i caricatures. Aquesta característica era comuna en el contingut de publicacions d’aquest estil. De la mateixa manera que altres diaris i revistes de sàtira política, els creadors del seu contingut eren completament anònims i signaven amb pseudònims simbòlics. El director del diari, per exemple, signava amb el mateix nom d’El Culebrón.
Els escrits del diari i les seves il·lustracions mostren les diferents posicions dels diversos sectors de la societat espanyola de la segona meitat del segle xix davant l'elaboració de la Constitució de 1869. En un dels dibuixos que es publica a la primera entrega del diari, es veu com sobre un mapa d'Espanya es dibuixen les diverses possibilitats, les quals van des de la dictadura, la monarquia, fins a la república, i sempre amb l’omnipresent Madrid al centre. Uns sectors de la societat enarboren la bandera de la sobirania nacional, mentre que d'altres ho fan amb la bandera del comunisme.
Els continguts del diari estaven replets de crítiques a tots els sectors poderosos de la societat espanyola de l’època. Algunes de les crítiques que es van fer al llarg de les dues entregues d’El Culebrón anaven dirigides a la Monarquia democràtica, descrita com a “ese grifo de la fábula […] capaz de devorar los más sólidos principios del derecho político”; al Partit Progressista, qualificat de “tan bobalicon, ridículo, anómalo, ó intransigente, exclusivista, santón é ingrato, como siempre”; a diferents ministres com el d’hisenda; a l'ajuntament de Barcelona; i a les relacions entre l’Església i l’Estat. El diari fa una crítica general a tots els diputats electes, perquè diu que contribuiran “al desbarajuste parlamentario que nos espera”, i afirma que “No los perderemos de ojo”. Segons El Culebrón, els polítics de l’època eren incompetents i muts, anaven al Congrés i a les Corts i cobraven sense dir ni una sola paraula. El paper del diari era vigilar-los i marcar-los a tots perquè fessin la seva feina.
Finalment, després de criticar els diferents partits polítics, el diari fa un dibuix amb una visió pessimista i aterridora del futur del país; i fa també algunes demandes que mostren una mica el seu ideari, com el dret de vot, la llibertat de culte i l’Església lliure dins l'estat lliure en hipoteca legal.

## Estil
Les publicacions com El Culebrón es caracteritzaven per tenir una capçalera il·lustrada, textos humorístics i dibuixos molt elaborats i simbòlics, sovint acompanyats d’alguna frase complementària. El punt més àlgid de la premsa humorística catalana escrita en castellà es va donar amb la revista La Flaca (Barcelona, 1869-1876), que com El Culebrón va importar un nou disseny comú a tota l'Europa de l’època. Aquest es basava en publicacions de gran format, imatges a tot color per primera vegada i la doble pàgina. Una de les característiques que el diari comparteix amb altres publicacions humorístiques és la d’un títol amb nom d’animal o de persona. També és freqüent en aquestes publicacions l’aparició d’articles i dibuixos anònims o signats amb un pseudònim. En el cas d’El Culebrón, tot el contingut del diari és elaborat de manera anònima. Es pot veure també en el diari el progrés de les tècniques tant d’impressió com de reproducció d’imatges. Els dibuixos d’El Culebrón es van fer mitjançant la tècnica de la cromolitografia, art que es va començar a desenvolupar el 1837, a partir de la tècnica de la litografia, imitant la pintura al tremp d’ou, característica del món romà d’Orient i l'edat mitjana a Europa. A la segona meitat del segle xix van començar a aparèixer imatges cromolitogràfiques impreses en fulls o targetes. D’altra banda, el llenguatge utilitzat és un llenguatge dur i sardònic, amb abundants ironies, un recurs literari que va tenir molt èxit en les publicacions humorístiques de l’època. Resulta curiós també que hagués diverses composicions poètiques, a través de les quals es feien també les crítiques.